# Masa (canción)
«Masa» es una canción de la banda chilena Rekiem. Esta canción sería la única de todo el álbum que fue cantada y grabada en Español.

## Letra de la canción
El contenido de la canción es una crítica a la gente chilena y su estilo de vida (sobre todo a los snob) que siempre tienden a seguir a la masa y a los modelos y personajes establecidos por la televisión (Puedo sentir el olor de tu adicción/a tus actores y el sueño de televisión/consume toda la mierda que te pidan,aunque también su persona (felicidad comprada con dinero/ciego y obeso con el cerebro en cero)
- Datos: Q6005082